# Германов, Виктор Михайлович
Виктор Михайлович Германов (1916 — 1987) — авиаконструктор ОКБ Ильюшина, лауреат Ленинской премии.

## Биография
Родился в Воронеже в семье Михаила Ивановича Германова - преподавателя духовного училища, после революции - служащего в управлении Юго-Восточной железной дороги. С 1935 года чертёжник, затем конструктор на Воронежском авиационном заводе № 18.
В 1940 году переведён в ОКБ С. В. Ильюшина, где стал одним из его близких соратников. Работал инженером-конструктором, ведущим конструктором, начальником отдела эскизной проработки самолетов в бюро проектов.
Участвовал в создании компоновочных изделий, принципиальных схем размещения полного комплекта оборудования самолета Ил-2. Руководил опытно-поисковыми работами по созданию самолета-штурмовика Ил-10.
Участвовал в создании самолетов пассажирского Ил-18, противолодочного Ил-38, штурмовика Ил-102.
Лауреат Ленинской премии 1960 г. — за участие в создании пассажирского самолета Ил-18. Награждён орденами Ленина, Октябрьской Революции, двумя орденами Красной Звезды, тремя орденами Трудового Красного Знамени, медалями «За оборону Москвы», «За трудовую доблесть», «В память 800-летия Москвы», «За доблестный труд в войне 1941—1945», «40 лет победы в войне 1941—1945», «Ветеран труда».